# 王凱傑
王凱傑（英語：Jason Wang，1984年5月2日—），華裔美籍男高音、弦樂團指揮、音樂老師、廚師及節目主持人。2017年時參加了美國烹飪競賽真人實境秀《廚神當道》第八季，比賽過程以中華料理、台灣料理等菜色，闖進決賽，獲得亞軍，且受到台灣媒體報導。此後，他主持了Star World頻道節目《傑出任務─臺菜•台北》、亞洲旅遊台《摘星秘密客》，以及擔任ETtoday廚藝選秀節目《料理之王》第一季和第二季首席導師之一等等，主持、演出了多檔節目。

## 生平
王凱傑出生於美國，他的父母來自台灣，祖父、祖母及外公、外婆分別是北京人和上海人。大學時就讀於康乃爾大學，數次轉系，讀過植物系、景觀建築系及餐飲飯店管理，最後從音樂系畢業，畢業後擔任高中音樂老師，同時也是弦樂團指揮和男高音。
2017年，王凱傑參加了美國烹飪競賽真人實境秀《廚神當道》第八季，初選時以干貝三吃脫穎而出，後續集數以台灣式蛤蠣湯，獲得戈登·拉姆齊在內的評審稱讚，之後一路闖進決賽，獲得亞軍，其比賽表現也獲台灣媒體報導，隨之爆紅。此外，王凱傑在錄製節目時，製作人會向他請教食材的問題，拉姆齊也稱他是百科全書。
2018年，王凱傑爆紅後收到多項工作邀約，原先考量到教職而推謝，後來受學生及家長鼓舞，辭去了教職，轉換職涯。這一年，王凱傑獲台北市政府邀請推廣台菜，並主持了Star World頻道旗下節目《傑出任務─臺菜•台北》。此後，王凱傑還主持亞洲旅遊台《摘星秘密客》及在2020年、2021年擔任ETtoday廚藝選秀節目《料理之王》第一季和第二季首席導師之一，翌年則主持Taiwan+節目《傑森的驚奇餐桌》（Jason’s Table: Shocked and Surprised），並且《傑森的驚奇餐桌》後續季數《Jason's Table:Masterful Dishes》在2024年獲The Taste Awards頒發最佳亞洲節目獎（The Best Asia）。
2025年，王凱傑和加拿大籍植物生態學家崔佛（Trevor Padgett）共同主持的實境行腳節目《Botanical Wonders》在TaiwanPlus。

## 外部連結
- 王凱傑的Facebook專頁 （页面存档备份，存于）
- 王凱傑的Instagram帳戶